# Chafariz das Saracuras
O Chafariz das Saracuras é uma fonte de autoria de Mestre Valentim que está localizada na Praça General Osório, em Ipanema, bairro da cidade do Rio de Janeiro. É um patrimônio histórico tombado pelo Instituto do Patrimônio Histórico e Artístico Nacional (IPHAN), na data de 30 de junho de 1938, sob o processo de nº 99-T-1938.

## História
No ano de 1795, o Mestre Valentim construiu o chafariz no pátio interno do Convento da Ajuda a pedido das Irmãs do convento, com o intuito de homenagear o Vice-Rei Conde de Resende, que havia levado água canalizada até o convento.
O Convento da Ajuda foi demolido, e em 1911, o Cardeal Arcoverde doou o chafariz para a cidade do Rio de Janeiro, que instalou o chafariz no centro da praça General Osório (antiga praça Ferreira Vianna).
Nos anos de 1961, 1967 e 1987, o chafariz passou por reformas. Na primeira restauração, as esculturas de bronze, que tinham sido roubadas, foram substituídas e foi instalada uma iluminação especial. Na segunda restauração, o chafariz voltou a verter água. E na terceira restauração, foram substituídas as esculturas de bronze, que novamente tinham sido roubadas.

## Características
O Chafariz foi construído em granito, sobre uma plataforma elevada de formato circular, com quatro tanques, intercalados por escadas, que dão acesso a uma segunda plataforma, onde se encontra uma grande taça ao centro, com uma estreita pirâmide instalada sobre um cilindro, no centro da taça e no topo da pirâmide foi instalado uma cruz de ferro. Há, em uma das faces da pirâmide, uma placa em mármore de Lioz, com os dizeres "Feito com a proteção do ilustríssimo e excelentíssimo senhor Conde vice-rei do Estado do Brasil, sendo atual abadessa a soror Anna Querubina de Jesus"  e o brasão do Conde de Resende, instalado em 1799, acima da cartela.

Quando o chafariz foi instalado no convento, havia quatro esculturas de saracuras de bronze na base da pirâmide, que vertia a água para a taça e na beira da taça havia quatro esculturas de cágados de bronze, que vertia a água para os tanques.